# Mamed Ibragimov
Mamed Ibragimov (9 de julio de 1992), es un luchador kazajo de lucha libre. Ganó la medalla de bronce en los Juegos Asiáticos de 2014. 